# Зосим Вавилонски
Свети Зосим је био је епископ Вавилона, града у Мисиру. Подвизавао се на Синајској гори. Једном када је дошао послом у Александрију, посвећен је од стране патријарха Аполинарија за епископа вавилонског. У старости се опет повукао на Синај, где је преминуо. Живео је у VI веку.
Српска православна црква слави га 4. јуна по црквеном, а 17. јуна по грегоријанском календару.